# Андреа Сантареллі
Андреа Сантареллі (італ. Andrea Santarelli; нар. 3 червня 1993, Фоліньйо, Провінція Перуджа, Умбрія, Італія) — італійський фехтувальник (шпага), срібний призер Олімпійських ігор 2016 року.

## Виступи на Олімпіадах
| Олімпіада           | Дисципліна          | Місце |
| ------------------- | ------------------- | ----- |
| Ріо-де-Жанейро 2016 | командна шпага      | 2     |
| Токіо 2020          | індивідуальна шпага | 4     |
| Токіо 2020          | командна шпага      | 7     |
| Париж 2024          | індивідуальна шпага | 15    |
| Париж 2024          | командна шпага      | 5     |